# Phú Thành, Phú Tân (An Giang)
Phú Thành là một xã cũ thuộc huyện Phú Tân, tỉnh An Giang, Việt Nam.

## Địa lý
Xã Phú Thành nằm ở trung tâm huyện Phú Tân, có vị trí địa lý:
- Phía tây giáp các xã Hòa Lạc
- Phía đông giáp xã Phú Thạnh.
- Phía bắc giáp các xã Phú Long, Phú Lâm.
- Phía nam giáp các xã Phú Xuân, Hiệp Xương.

Xã Phú Thành có diện tích 21,77 km², dân số năm 2019 là 9.145 người, mật độ dân số đạt 420 người/km².

## Hành chính
Xã Phú Thành được chia thành 3 ấp:
- Phú Thượng
- Phú Trung
- Phú Quới

## Thư viện ảnh

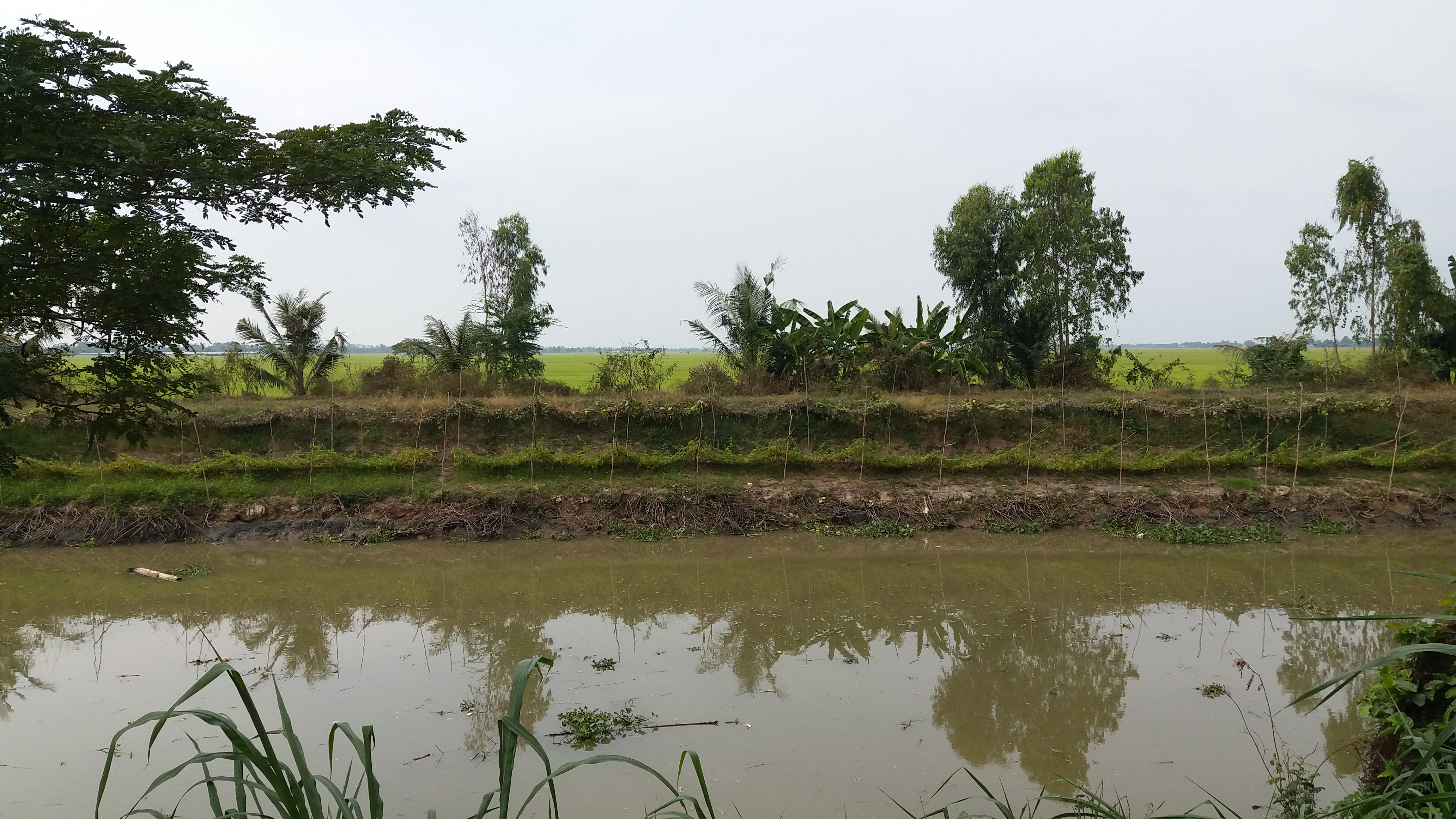
Một con kênh trong xã.
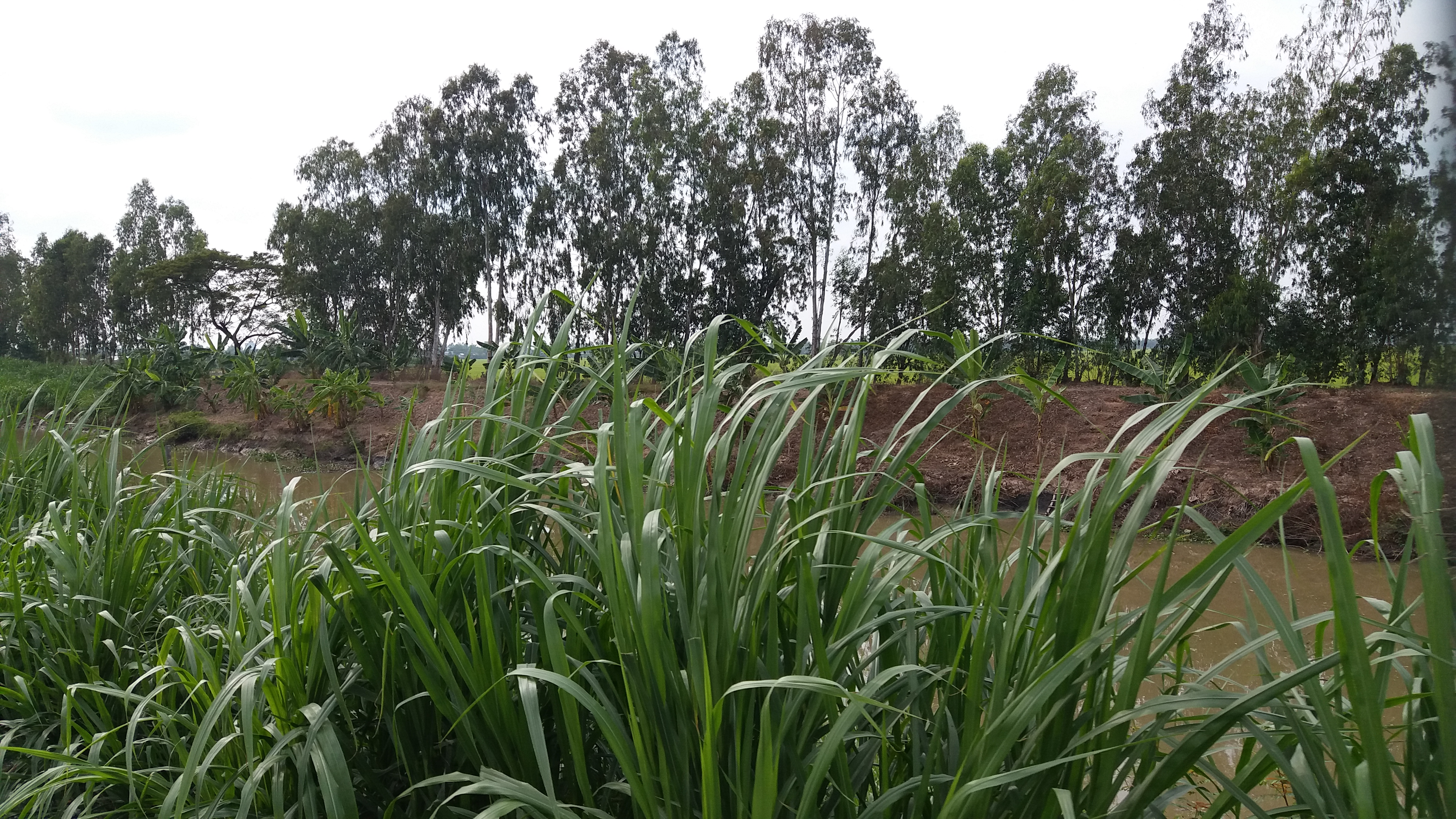
Một con kênh trong xã (2).